# Nārgīlī
Nārgīlī (persiska: نارگیلی) är en ort i Iran.   Den ligger i provinsen Chahar Mahal och Bakhtiari, i den centrala delen av landet, 500 km söder om huvudstaden Teheran. Nārgīlī ligger 1 916 meter över havet och antalet invånare är 126.
Terrängen runt Nārgīlī är kuperad åt nordost, men åt sydväst är den bergig.Runt Nārgīlī är det ganska glesbefolkat, med 38 invånare per kvadratkilometer. Närmaste större samhälle är Māl-e Khalīfeh, 17,3 km nordost om Nārgīlī. Omgivningarna runt Nārgīlī är i huvudsak ett öppet busklandskap.